# Calophya chinensis
Calophya chinensis är en insektsart som beskrevs av Li 1997. Calophya chinensis ingår i släktet Calophya och familjen Calophyidae. Inga underarter finns listade i Catalogue of Life.